# Clans (Alpes-Maritimes)
Clans település Franciaországban, Alpes-Maritimes megyében. Lakosainak száma 688 fő (2022. január 1.). Clans Bairols, Marie, La Tour, Tournefort, Utelle és Venanson községekkel határos.

## Népesség
A település népességének változása:
| Lakosok száma | 472  | 367  | 496  | 551  | 582  | 589  | 638  | 665  | 670  | 688  |
|               | 1968 | 1982 | 1990 | 2006 | 2013 | 2015 | 2017 | 2019 | 2020 | 2022 |